# Fazıl Say
Fazıl Say (Ankara, 1970. január 14. –) török zongoraművész, zeneszerző.

## Élete
Az Ankarai Állami Konzervatóriumban tanult zongora és zeneszerzés szakon. 17 évesen ösztöndíjjal került a düsseldorfi Robert Schumann Intézetbe, ahol David Levine vezetése alatt tanult tovább öt évig. 1992 és 1995 között a Berlini Konzervatóriumban folytatta tanulmányait. 1994-ben első helyezést ért el a Young Concert Artists International Auditions meghallgatáson, ami elindította nemzetközi karrierjét.
Rendszeresen hívják játszani a New York-i, Izraeli, baltimore-i és Szentpétervári Filharmonikusokhoz, a Bécsi Szimfonikus Zenekarhoz, a BBC Filharmonikusokhoz vagy az Orchestre National de France-hoz. Fellépett számos neves fesztiválon, a Carnegie Hallban, 2004-ben európai és amerikai turnén vett részt Maxim Vengerovval. Jazz-improvizációit Kudsi Ergüner kísérte. 2007-ben és 2008-ban a Montreux Zongoraverseny elnöke volt.
16 éves korában komponált először, ekkor írta Black Hymns című művét. 1991-ben a Berlini Szimfonikus Zenekarral adta elő Concerto zongorára és hegedűre című darabját. 1996-ban Selyemút című concertójának premierje Bostonban volt. 2001-ben Ankarában mutatták be Nazim című oratóriumát, melyet a török költő, Nâzım Hikmet emlékére rendelt tőle a török állam.
2005-ben filmzenét írt Hans-Ulrich Schlumpf svájci rendező Ultima Thule című filmjéhez.
2010 januárjában, 2018. január végén és 2025 februárjában is Magyarországon lépett fel.

## Művei

### Zenekari művek
- Nazım – oratórium zongorára, énekre, zenekarra és kórusra (2001)
- Requiem for Metin Altıok – oratórium zongorára, kamarazenekarra és kórusra (2002/03)
- Chamber Symphony – vonószenekarra (1996)

### Concertók
- Sinfonia Concertante – zongorára és zenekarra (1994)
- Silk Road – (Piano Concerto No. 2) zongorára és kamarazenekarra (1994)
- Piano Concerto No. 3 – zongorára és zenekarra (2001)
- Two Romantical Ballads – zongorára és vonósokra (1995)
- Guitar Concerto -  d moll (1996)
- Paganini Jazz – zongorára és zenekarra (2003)
- Alla Turca – (Mozart-jazzfantázia) zongorára és zenekarra (2003)
- Cadenzas – Mozart, Piano Concerto No. 25 C major K. 467 (1997), Beethoven, Piano Concerto No. 3 c minor (2001)

### Zongoraszólók
- Four Dances for Nasreddin Hoca (1990)
- Fantasietücke (1993)
- Alla Turca – Mozart-jazzfantázia (1993)
- Paganini Variations for Piano (modern jazz-stílusban) (1995)
- Three Jazz Pieces
- Three Ballads (1997)
- Black Earth (1997)
- Beethoven Piano Sonatas (2005)
- Haydn Piano Sonatas (2007)

### Kamarazene
- Violin Sonata (1997)

### Kísérleti
- Ten Pieces for Jazz Quartet – Fazil Say – Kudsi Ergüner (Ney)
- Four Pieces for DJ and Piano – Fazil Say – DJ Mercan Dede (2003)

### Íróként
- Uçak Notları – (Airplane Notes – Gedanken zur Musik) Ankara (1999)
- Fifty Essays – a Milliyet napilap számára

## Elismerései
- 2001 Echo-Preis Klassik
- 2001 Német zenekritikusok díja az Az év legjobb felvételének
- 2008 A kultúrák közötti párbeszéd nagykövete[5]
- 2017 Beethoven-díj[forrás?]